# Passiflora zamorana
Passiflora zamorana là một loài thực vật thuộc họ Passifloraceae. Đây là loài đặc hữu của Ecuador.

## Reference
- Jørgensen, P. & Pitman, N. 2004. Passiflora zamorana[liên kết hỏng]. 2006 IUCN Red List of Threatened Species.  Truy cập 23 tháng 8 năm 2007.